# Passo del Muraglione
Il passo del Muraglione, già Colla dei Pratiglioni, è un valico dell'Appennino tosco-romagnolo, altitudine 907 m s.l.m., sito in provincia di Firenze, nel comune di San Godenzo, 6 chilometri a sud del confine amministrativo fra Toscana ed Emilia-Romagna (provincia di Forlì-Cesena). È attraversato dalla strada statale 67 Tosco-Romagnola. Separa la valle di San Godenzo e il Mugello dalla valle del Montone.

## Storia
Anticamente percorso da mulattiere, ebbe il nome di «Colla di Pratiglione». Tra il 1832 e il 1836 il granduca di Toscana Leopoldo II fece costruire una strada carrozzabile per mettere in comunicazione la capitale Firenze con la Romagna toscana fino a Terra del Sole. Contemporaneamente alla strada furono costruiti sul passo una casa cantoniera e un alberghetto. L'ingegnere che progettò la via di comunicazione, Alessandro Manetti, fece costruire un muro di pietre per offrire ai viandanti un riparo dal forte vento di crinale. Dal muro, o muraglione, deriva il nome del passo.

## Escursionismo
Il passo è un posto-tappa della Grande escursione appenninica.